# Karpień (hrad)
Hrad Karpień (dříve německy Karpenstein) je zřícenina středověkého hradu na vrcholu Karpiak (782 metrů) v Rychlebských horách, na katastrálním území polského města Lądek-Zdrój v Dolnoslezském vojvodství. Místo je chráněno jako kulturní památka.

## Historie
Teorie založené pouze na legendách datují první hrad na tomto místě do raného středověku a jeho založení připisují kmeni Chorvatů. Pravděpodobně legendární je i hypotéza, že Boleslav Chrabrý na své výpravě za dobytím Čech v roce 1003 pobýval na dřevěném pohraničním hradě na vrcholu Karpiaku. Pravděpodobnější však je založení prvního hradu před rokem 1200 českými panovníky.[zdroj⁠?!]
Prvním známým pánem hradu byl Thamo Gluboš starší (?-1337), který byl leníkem krále Jana Lucemburského. Rod tohoto míšeňského šlechtice měl ve svém erbu zlatého kapra namalovaného na modrém poli, a odtud je odvozen název Karpień.
Ve 14. a 15. století byl hrad sídlem šlechty vládnoucí feudálnímu státu, který zahrnoval celé Horní údolí řeky Biała Lądecka a jejích přítoků nad dnešním Radochówem.
Hrad, který se nacházel ve strategické poloze nad osídlenými oblastmi v údolích, střežil také několik průsmyků, jimiž vedly obchodní cesty (jedna z nejdůležitějších, později nazývaná Solná cesta, vedla úpatím hradu). Spolu s hrady Homole a Rychleby tvořil obranný systém této části Slezska. V letech 1352-1353 byl majitelem hradu Mersan von Parchwitz, který jej prodal českému a německému králi Karlu IV. Ten Mersana jmenoval purkrabím hradu. V roce 1354 se majitelem stal bratr Karla IV. moravský markrabě Jan Jindřich a v roce 1378 králův synovec Jošt Moravský. Ten 13. září 1400 daroval hrad a panství v léno Konrádovi a Eberhardovi z Nymče.
Úspěšná existence hradu a panství trvala půldruhého století. Období husitských válek zpustošilo okolí i samotný hrad. V březnu 1428 došlo k nájezdu: hrad byl tehdy poprvé vypálen, aby o tři roky později byla zkáza dokonána. Posledním pánem hradu byl Hynek Krušina z Lichtenburka, který koupil kladské panství zastavené pro dluh od královského statku. Navzdory svému šlechtickému původu se tento muž zabýval loupežemi a pleněním, pravidelně okrádal místní obyvatele i pocestné na cestách. V roce 1442 přepadl a vyplenil Klášter Jindřichov. Vojska spojených sil měst slezských knížectví v odvetě o rok později vpadla do Karpieńe, který dobyla a zničila. Sám Hynek obtěžoval místní obyvatelstvo až do své smrti v roce 1454.
Opuštěný, polorozbořený hrad byl útočištěm loupežníků až do roku 1513, kdy je ladečtí měšťané zahnali a hrad nakonec srovnali se zemí. Kamení ze zříceniny sloužilo po dlouhá léta jako stavební materiál pro místní obyvatele. Od 17. století se stal turistickou atrakcí pro návštěvníky tehdy se rozvíjejících lázní v Lądku-Zdroji. Zřícenina byla obhospodařována Kladským horským spolkem. V roce 1885 postavil spolek na místě bývalého hradu dřevěnou rozhlednu. Ta byla v roce 1899 zbourána.

## Archeologie

Plán hradu.
A – vnitřní nádvoří
B – vnější nádvoří
S – stáje
W – věž
1 – stolice
2 – prádelna/lázně
3 – kuchyně
4 – sklepy / spíž

Na zřícenině je dobře patrné rozdělení lokality na vnitřní hrad s věží a nádvořím, vnější obrannou zeď a podhradí. Na nádvoří se dodnes nachází balvan s vyrytým plánem hradu, vytesaným pro turisty v roce 1883, a kamenná lavička z doby před válkou. Objekt leží na území Státních lesů a bohužel nechráněn dále chátrá. Kromě úklidových akcí nárazově organizovaných Polskými skauty nebo Polským turistickým krajanským sdružením (PTTK) se na něm neprovádí žádná údržba.
Komplexní archeologický průzkum provedli Němci, kteří na jaře 1882 zahájili vykopávky. Poslední archeologické vykopávky zde proběhly v letech 2009–2010. Podle informací z roku 2006 připravovala obec Lądek-Zdrój program zabezpečení historicky cenných ruin z fondů Evropské unie.

## Přístup
Zříceninou procházejí dvě turistické stezky:
- modrá turistická trasa (E3) z Lądku-Zdroje ( 1:30 h, podle značení PTTK - 1:45 h) do Starého Gierałtowa ( 1:30 h),
- zelená turistická trasa z Gierałtowského průsmyku ( 2 h) do Lądeckého průsmyku ( 1:30 h).

## Galerie

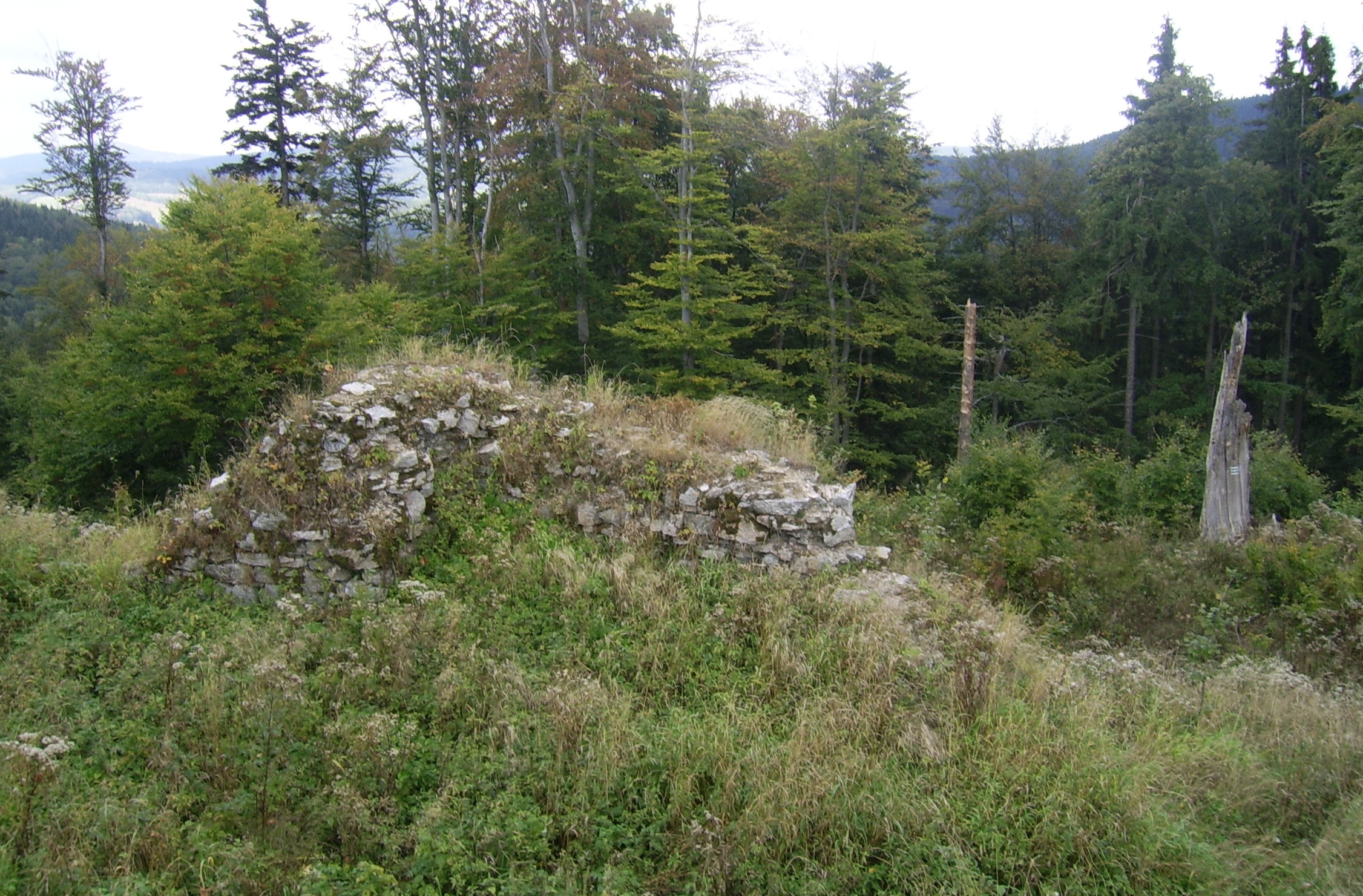
Karpień
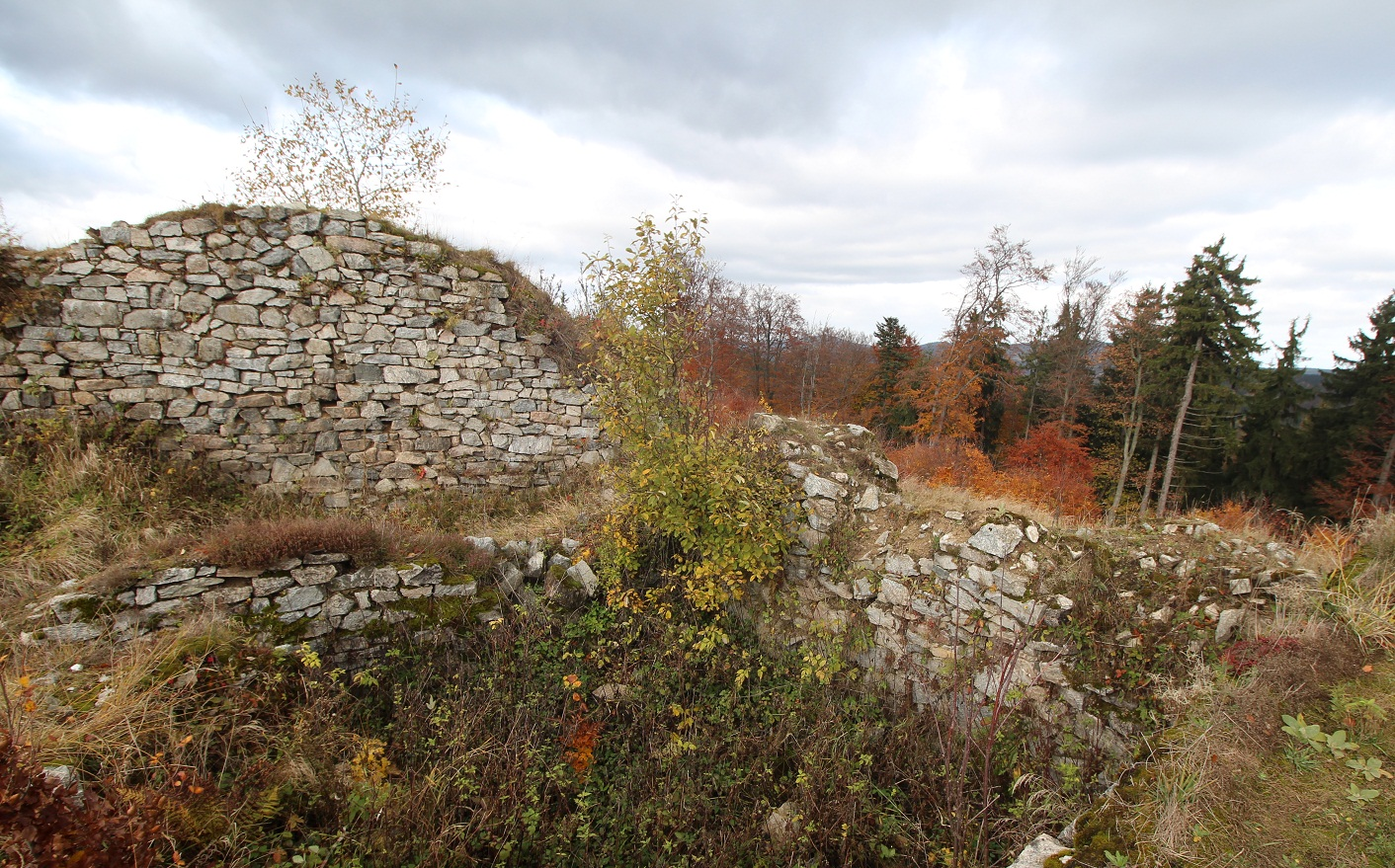
Karpień
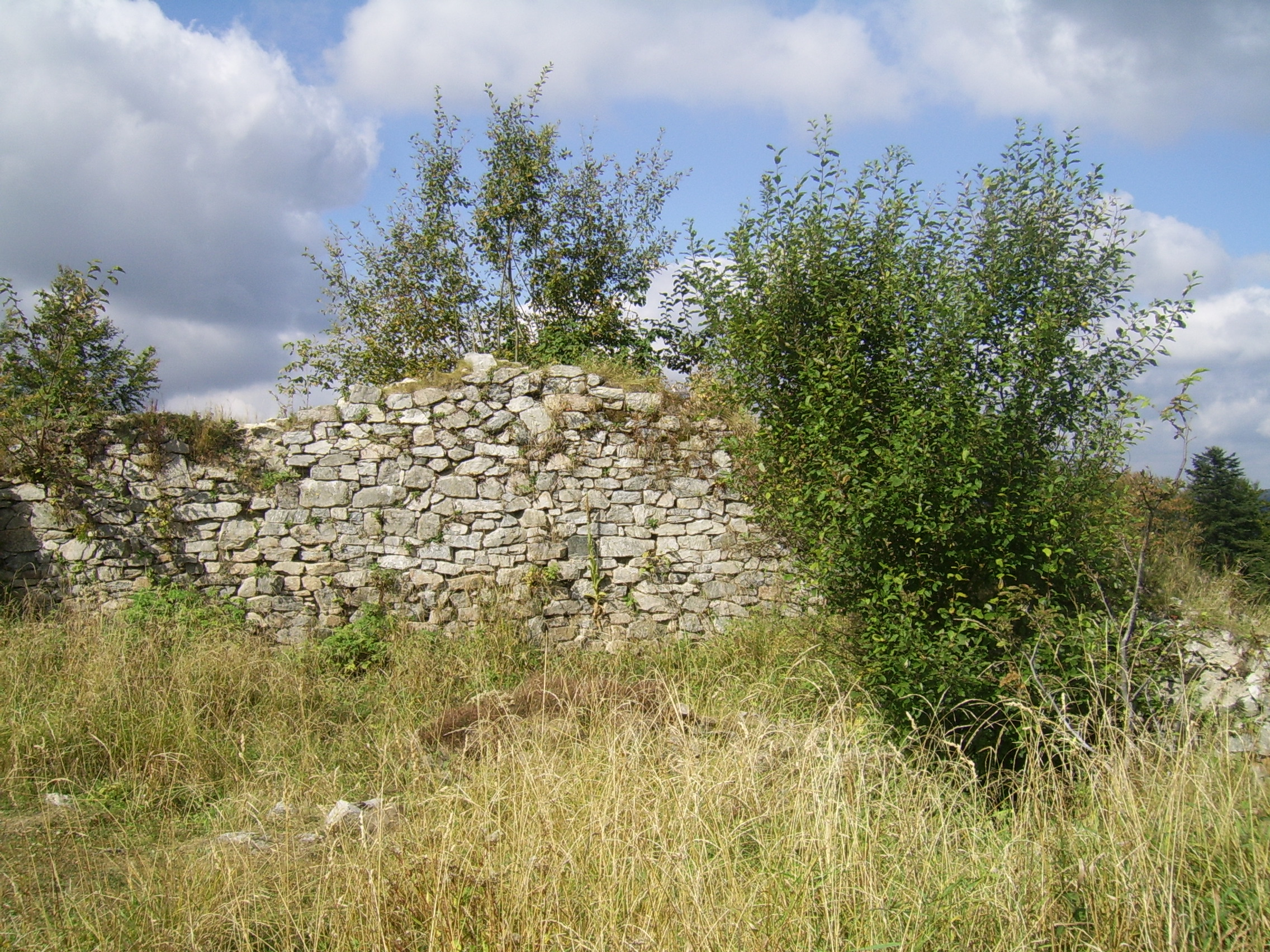
Karpień
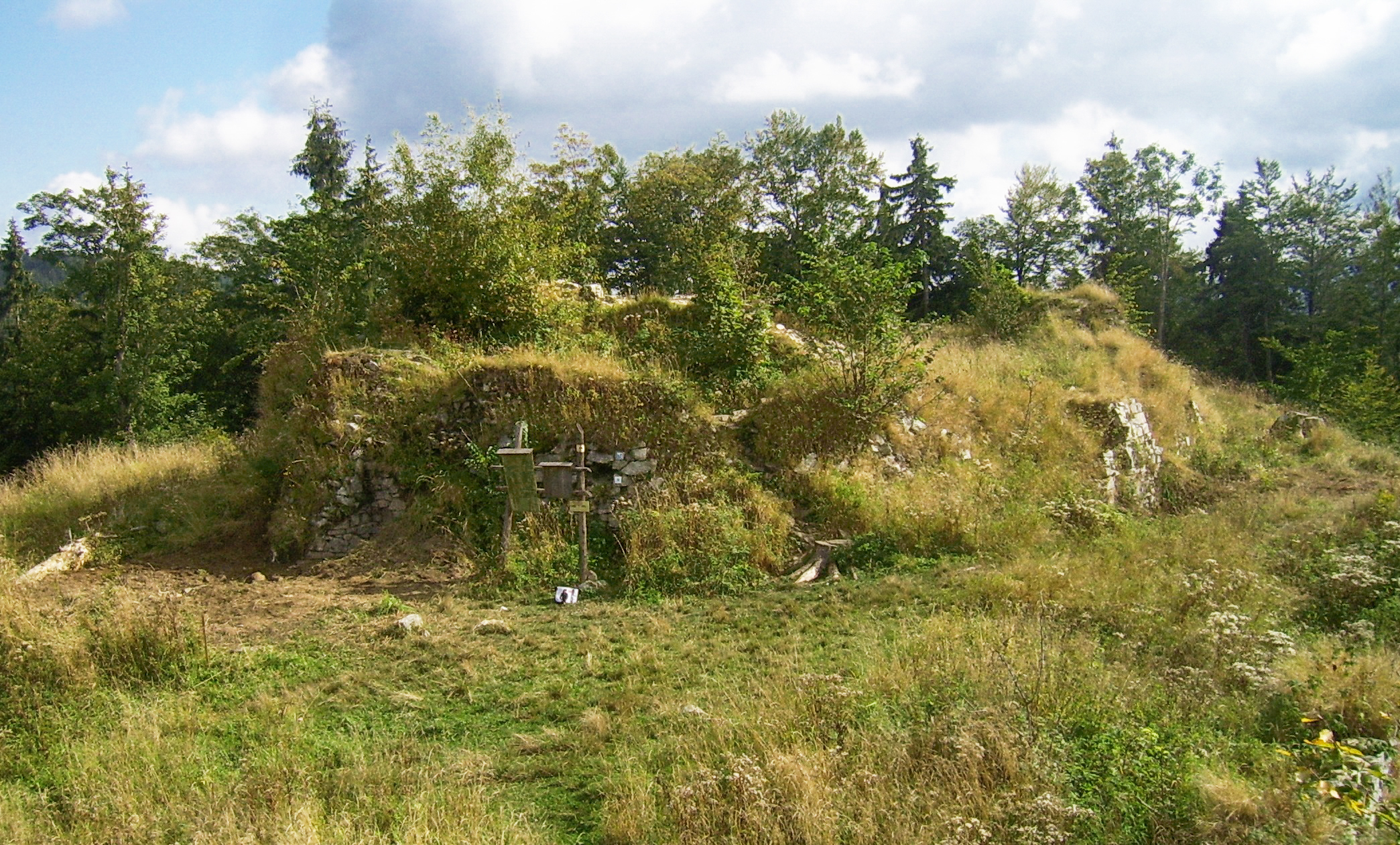
Karpień
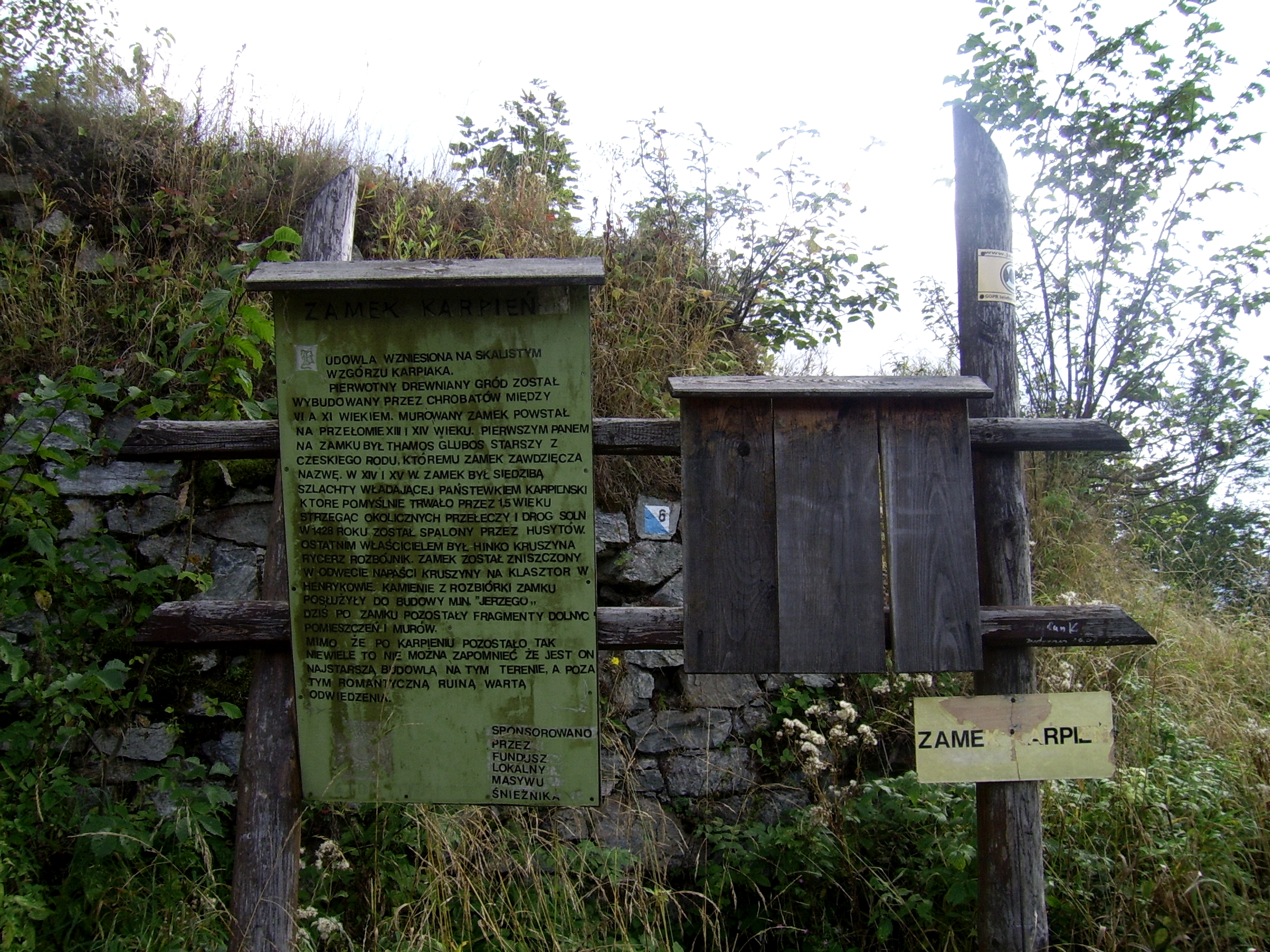
Informační tabule před hradem